# 小山哲也
小山 哲也（こやま てつや、1993年11月16日 - ）は、神奈川県横浜市出身のハンドボール選手。日本ハンドボールリーグのジークスター東京所属。

## 経歴
日本体育大学時代は2013年の関東学生ハンドボール・秋季リーグで優秀新人賞を受賞。2014年には第22回世界学生選手権の日本代表U-24に選出された。2015年は春季リーグ・秋季リーグで優秀選手賞を受賞。同年の全日本学生ハンドボール選手権大会（インカレ）では優勝に貢献し、優秀選手賞を受賞した。
2016年に日本ハンドボールリーグの大崎電気へ加入。
2019-20年シーズン終了後、大崎電気を退団。ジークスター東京へ移籍した。

## 詳細情報

### 年度別成績
| 年       | チーム   | 試合 | フィールド 得点 | 率   | 7m  | 合計  | 警告 | 退場 | 失格 |
| -------- | -------- | ---- | --------------- | ---- | --- | ----- | ---- | ---- | ---- |
| 2016-17  | 大崎電気 | 6    | 5/8             | .625 | 0/0 | 5/8   | 1    | 0    | 0    |
| 2017-18  | 大崎電気 | 23   | 27/36           | .750 | 0/0 | 27/36 | 6    | 1    | 0    |
| 2018-19  | 大崎電気 | 20   | 6/12            | .500 | 0/0 | 6/12  | 1    | 2    | 0    |
| JHL：3年 | JHL：3年 | 49   | 38/56           | .679 | 0/0 | 38/56 | 8    | 3    | 0    |

### 記録

#### 日本ハンドボールリーグ
- フィールドゴール初得点：2017年2月12日、対大同特殊鋼戦（中村スポーツセンター）[7]

### 背番号
- 20 (2016年 - )

## 代表歴

### 日本代表U-24
- 世界学生選手権 (2014年)